# Eugenia poliensis
Espèce
Eugenia poliensis Aubrév. & Pellegr. est une espèce de plantes à fleurs de la famille des Myrtaceae et du genre Eugenia. C'est un arbuste ou un arbre endémique du Cameroun.

## Étymologie
Son épithète spécifique poliensis fair référence à la localité de Poli, dans la Région du Nord (Cameroun), où elle a été découverte en 1946.